# Корещенко Арсеній Миколайович
Корещенко Арсеній Миколайович (6 грудня 1870, Москва — 6 січня 1921, Харків) — композитор, диригент, піаніст, музичний критик, педагог.

Від 1919 — професор і ректор Харківської музичної академії.
Закінчив Московську консерваторію, учень, зокрема, Павла Пабста. Потім викладав там же гармонію. Головні його композиції: опери «Бенкет Валтасара», «Ангел смерті» (1893, за М. Лермонтовим), «Крижаний дім» (лібрето Чайковського; поставлено 1900 у Великому театрі у Москві); балет «Чарівне дзеркало» (лібрето М. Петіпа; поставлено 1903 у Маріїн. театрі у С.-Петербурзі), музика до трагедій Евріпіда «Троянки» і «Іфігенія в Авліді», 2 симфонічні картини, «Вірменська сюїта», лірична симфонія, кантата «Дон Жуан», вірменські та грузинські пісні, Концертна фантазія для фортепіано з оркестром, «Scènes enfantines» для фортепіано.

Сучасники по-різному ставилися до творчості Корещенко. Глазунов сам рекомендував його дирекції імператорських театрів для написання балету «Чарівне дзеркало». Після прем'єри згаданого балету його партитура критикувалася у пресі. Відома епіграма, часто приписувана Танєєву (справжніх відомостей про вигадником немає) — «Від музики Корещенко // Подохли у дворі цуценята». Однак, за словами Гіляровського всі захоплювалися «талантом юного композитора-піаніста»